# Julia Fischer (Schauspielerin)

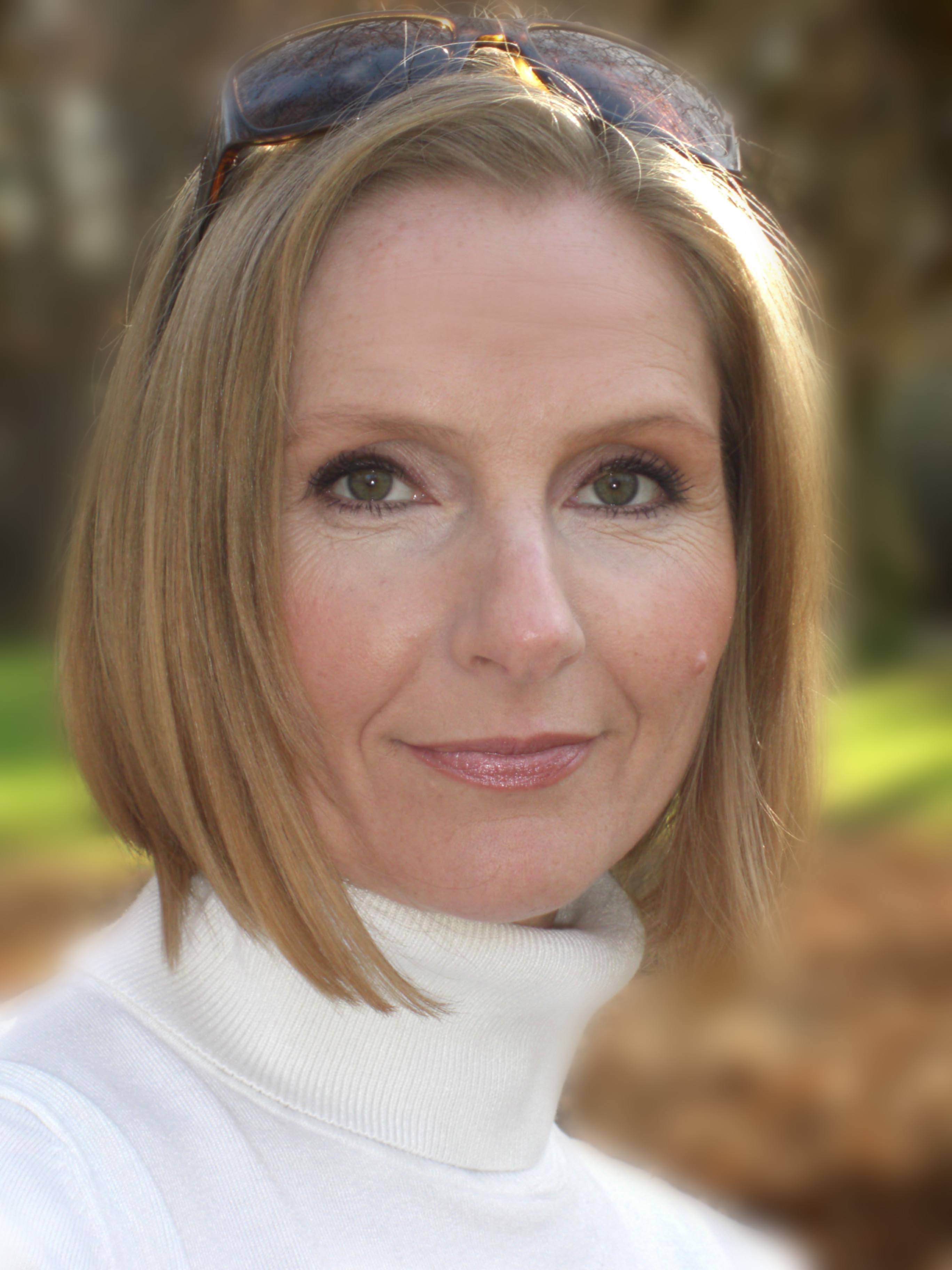
Julia Fischer (2011)

Julia Fischer (* 29. Juli 1966 in München) ist eine deutsche Schauspielerin, Moderatorin, Sprecherin und Schriftstellerin.

## Leben
Die Tochter des Theaterregisseurs Olf Fischer und der Schauspielerin Ursula Herion sprach als Kind in Hörspielen des Bayerischen Rundfunks beispielsweise in der Serie Wumme. Sie hat in den Hörspielen von Meister Eder und sein Pumuckl zweimal der Nichte Meister Eders, Bärbel, ihre Stimme geliehen, sprach aber auch mehrmals andere Charaktere (wie die Karoline aus dem Vorderhaus), unter anderem auch Jungenrollen (wie z. B. Fritz’ Freund Thomas in Die Gummiente). Es folgten eine Schauspielausbildung und Engagements beim Chiemgauer Volkstheater, Theater K, Theater die kleine Freiheit, sowie Produktionen des Komödienstadels. Des Weiteren moderierte sie beim Bayerischen Rundfunk die Magazine Hauptsache Beruf, Euroklick, Das Technikmagazin und Telekolleg Biologie. Außerdem arbeitet sie als Sprecherin in Hörfunk und Fernsehen und für zahlreiche Hörbuchproduktionen.

## Filmografie (Auswahl)
- 1984–1987: Der Komödienstadel
  - 1984: Liebe und Blechschaden (als Cornelia Krüger, gen. Babsy)
  - 1985: Wenn der Hahn kräht (als Anni Bachmeier)
  - 1987: Doppelselbstmord (als Kathi, Magd)
- 1990: Peter Steiners Theaterstadl: Lügen haben lange Beine (als Sabine Dosch)[3]
- 2013: Unter unserem Himmel

## Werke (Auswahl)

### Bücher
- 2022: Der Salon – Ein hoffnungsvoller Aufbruch von Julia Fischer, Lübbe, Köln, ISBN 978-3-7857-2810-9
- 2022: Der Salon – Wunder einer neuen Zeit von Julia Fischer, Lübbe, Köln, ISBN 978-3-7857-2760-7
- 2019: Der Geschmack unseres Lebens von Julia Fischer, Droemer Knaur, München, ISBN 978-3-426-22682-7
- 2018: Die Fäden des Glücks von Julia Fischer, Droemer Knaur, München, ISBN 978-3-426-22655-1
- 2017: Die Galerie der Düfte von Julia Fischer, Droemer Knaur, München, ISBN 978-3-426-65384-5.
- 2014: Sehnsucht auf blauem Papier von Julia Fischer, Droemer Knaur, München, ISBN 978-3-426-65350-0.

## Hörbücher (Auswahl)

### Belletristik
- 2024: Mamma Carlotta ermittelt – Breitseite Gisa Pauly, Osterwold Audio, ungekürzt, ISBN 978-3-86952-605-8
- 2024: Späte Ernte Nicole Wellemin, ungekürzt, Osterwold Audio, ungekürzt, ISBN 978-3-8449-3734-3
- 2023: Mamma Carlotta ermittelt – Treibholz Gisa Pauly, Osterwold Audio, ungekürzt, ISBN 978-3-8449-3444-1
- 2022: Der Salon – Ein hoffnungsvoller Aufbruch Julia Fischer, Lübbe Audio, ungekürzt, ISBN 978-3-7540-0408-1
- 2022: Der Salon – Wunder einer neuen Zeit Julia Fischer, Lübbe Audio, ungekürzt, ISBN 978-3-8387-9955-1
- 2020: Die Bäckerei der Wunder Christian Escribà, Sílvia Tarragó, Random House Audio, ungekürzt, ISBN 978-3-8371-5213-5
- 2019: Der Geschmack unseres Lebens Julia Fischer, audio media verlag, 6 CDs, ISBN 978-3-96398-143-2
- 2019: Sommer in Mareblu Raffaella Belli, audio media verlag, 5 CDs, ISBN 978-3-96398-076-3
- 2018: Die Fäden des Glücks Julia Fischer, audio media verlag, 6 CDs, ISBN 978-3-95639-342-6
- 2017: Die Galerie der Düfte Julia Fischer, audio media verlag, 5 CDs, ISBN 978-3-95639-201-6
- 2017: Mirabellensommer Marie Matisek, audio media verlag, 5 CDs, ISBN 978-3-95639-203-0
- 2016: Schattwald von Barbara Dribbusch, audio media verlag, 6 CDs, ISBN 978-3-95639-070-8
- 2016: Sonnensegeln von Marie Matisek, audio media verlag, 5 CDs, ISBN 978-3-95639-084-5
- 2014: In Zeiten von Liebe und Lüge von Hélène Grémillon, Hoffmann und Campe, 6 CDs, ISBN 978-3-455-24005-4
- 2014: Sehnsucht auf blauem Papier von Julia Fischer, audio media verlag, 5 CDs (ca. 350 Min.), ISBN 978-3-86804-848-3
- 2014: Flauschangriff von Ilona Schmidt, audio media verlag, 5 CDs (ca. 387 Min.), ISBN 978-3-86804-795-0
- 2014: Baba Jaga von Toby Barlow, Hoffmann und Campe, 1 MP3-CD (ca. 630 Min.), ISBN 978-3-455-31007-8
- 2013: Die Rosen von Montevideo von Carla Federico, audio media verlag, 6 CDs (ca. 450 Min.), ISBN 978-3-86804-766-0
- 2013: Die Herrin der Kathedrale von Claudia Beinert, Nadja Beinert, audio media verlag, 6 CDs (ca. 459 Min.), ISBN 978-3-86804-320-4
- 2012: Bernsteinerbe von Heidi Rehn, audio media verlag, 6 CDs (ca. 451 Min.), ISBN 978-3-86804-680-9
- 2012: Alle meine Wünsche von Grégoire Delacour, Hoffmann und Campe, 3 CDs, ISBN 978-3-455-30749-8
- 2011: Hexengold von Heidi Rehn, audio media verlag, 6 CDs (ca. 455 Min.), ISBN 978-3-86804-619-9
- 2011: Die Medica von Bologna von Wolf Serno, audio media verlag, 6 CDs (ca. 443 Min.), ISBN 978-3-86804-646-5
- 2007: Die Kastratin von Iny Lorenzz, AME hören, 6 CDs, ISBN 978-3-938046-75-3
- 2007: Das Geheimnis der Hebamme von Sabine Ebert, AME hören, 6 CDs (ca. 488 Min.), ISBN 978-3-938046-74-6
- 2006: Insel der glühenden Sonnen von Patricia Shaw, AME hören, 6 CDs, ISBN 978-3-938046-57-9
- 2006: Eat, Pray, Love von Elizabeth Gilbert, Lagato Verlag, 10 CDs (714 Min.), ISBN 978-3-938956-09-0
- 2006: Die Löwin von Iny Lorentz, AME hören, 6 CDs (ca. 470 Min.), ISBN 978-3-938046-53-1
- 2006: Der Teufel von Mailand von Martin Suter, Diogenes Verlag, 6 CDs (ca. 452 Min.), ISBN 978-3-257-80038-8
- 2005: Die Fürstin von Eric Maron, AME hören, 6 CDs (ca. 443 Min.), ISBN 978-3-938046-16-6

### Krimis und Thriller
- 2024: Das Haus am Gordon Place von Karina Urbach, DAV, ungekürzt, ISBN 978-3-7424-3192-9
- 2022: Mord in Montagnolavon Mascha Vassena, Lübbe Audio, ungekürzt, ISBN 978-3-7540-0180-6
- 2022: Mord auf Reisen – Lügen in Lissabonvon Natalie Thielcke, Lübbe Audio, ungekürzt, ISBN 978-3-7540-0752-5
- 2021: Mord auf Reisen – Tödliches St. Tropez von Natalie Thielcke, Lübbe Audio, ungekürzt, ISBN 978-3-7540-0168-4
- 2021: Blutroter Schatten von Patricia Walter, Lübbe Audio, ungekürzt, ISBN 978-3-8387-9871-4
- 2019: Das Sühnekreuz von Daniel Holbe, audio media verlag, 6 CDs, ISBN 978-3-96398-096-1
- 2018: Die Tote und der Polizist von Sofie Sarenbrant, audio media verlag, 6 CDs, ISBN 978-3-96398-023-7
- 2018: Das Mädchen und die Fremde von Sofie Sarenbrant, audio media verlag, 6 CDs, ISBN 978-3-95639-289-4
- 2016: Pearl Nolan und der tote Fischer von Julia Wassmer, audio media verlag, 5 CDs, ISBN 978-3-95639-172-9
- 2015: Mord am Polarkreis von Lars Pettersson, audio media verlag, 12 CDs, ISBN 978-3-86804-449-2
- 2014: Giftspur von Daniel Holbe, audio media verlag, 6 CDs (ca. 460 Min.), ISBN 978-3-86804-807-0
- 2014: Einsam und kalt ist der Tod von Lars Pettersson, audio media verlag, 6 CDs (ca. 450 Min.), ISBN 978-3-86804-842-1
- 2013: Täuscher von Andrea Maria Schenkel, Hoffmann und Campe, 4 CDs (ca. 298 Min.), ISBN 978-3-455-30759-7
- 2013: Grenzfall von Merle Kröger, audio media verlag, 6 CDs (ca. 474 Min.), ISBN 978-3-86804-349-5
- 2011: Tod auf der Piste von Nicola Förg, Jumbo Neue Medien, 3 CDs (ca. 230 Min.), ISBN 978-3-8337-2717-7
- 2009: Glaspuppen von Jorun Thørring, audio media verlag, 6 CDs (ca. 450 Min.), ISBN 978-3-86804-482-9
- 2008: Todeskampf von Michael Robotham, audio media verlag, 6 CDs (ca. 450 Min.), ISBN 978-3-86804-497-3
- 2008: Schattenhände von Jorun Thørring, audio media verlag, 6 CDs (ca. 450 Min.), ISBN 978-3-86804-483-6
- 2007: Ewig sollst du schlafen von Lisa Jackson, AME hören, 6 CDs, ISBN 978-3-938046-81-4
- 2005: Das verlorene Labyrinth von Kate Mosse, Argon Verlag, 20 CDs (ca. 1379 Min.), ISBN 978-3-87024-976-2

#### Julia Durant-Reihe
- 2023: Der doppelte Tod von Andreas Franz, Daniel Holbe, Argon Verlag, ISBN 978-3-8398-2039-1
- 2022: Todesruf von Andreas Franz, Daniel Holbe, Argon Verlag, ISBN 978-3-8398-1948-7
- 2021: Julia Durant. Die junge Jägerin von Andreas Franz, Daniel Holbe, Argon Verlag, gekürzt, ISBN 3-8398-1855-9.
- 2020: Der Flüsterer von Andreas Franz, Daniel Holbe, Argon Verlag, ungekürzt, B08CY8PPB6
- 2019: Der Panther von Andreas Franz, Daniel Holbe, audio media verlag, 10 CDs, ISBN 978-3-96398-081-7
- 2018: Blutwette von Andreas Franz, Daniel Holbe, audio media verlag, 6 CDs, ISBN 978-3-96398-096-1
- 2017: Kalter Schnitt von Andreas Franz, Daniel Holbe, audio media verlag, 6 CDs (ca. 450 Min.), ISBN 978-3-95639-233-7
- 2016: Der Fänger von Andreas Franz, Daniel Holbe, audio media verlag, 6 CDs (ca. 450 Min.), ISBN 978-3-95639-131-6
- 2015: Das achte Opfer von Andreas Franz, audio media verlag, 7 CDs, ISBN 978-3-95639-032-6
- 2015: Letale Dosis von Andreas Franz, audio media verlag, 8 CDs, ISBN 978-3-95639-033-3
- 2015: Das Syndikat der Spinne von Andreas Franz, audio media verlag, 10 CDs, ISBN 978-3-95639-034-0
- 2014: (15) Die Hyäne von Andreas Franz, Daniel Holbe, audio media verlag, 6 CDs (ca. 450 Min.), ISBN 978-3-86804-841-4
- 2014: (10) Das Todeskreuz von Andreas Franz, audio media verlag, 6 CDs (ca. 450 Min.), ISBN 978-3-86804-874-2
- 2014: (7) Das Verlies von Andreas Franz, audio media verlag, 6 CDs (ca. 450 Min.), ISBN 978-3-86804-420-1
- 2013: (14) Teufelsbande von Andreas Franz, Daniel Holbe, audio media verlag, 6 CDs (ca. 450 Min.), ISBN 978-3-86804-318-1
- 2013: (13) Tödlicher Absturz von Andreas Franz, Daniel Holbe, audio media verlag, 6 CDs (ca. 440 Min.), ISBN 978-3-86804-757-8
- 2012: (12) Todesmelodie von Andreas Franz, Daniel Holbe, audio media verlag, 6 CDs (ca. 450 Min.), ISBN 978-3-86804-714-1
- 2007: (1) Jung, blond, tot von Andreas Franz, AME hören, 6 CDs (ca. 477 Min.), ISBN 978-3-938046-60-9
- 2006: (9) Tödliches Lachen von Andreas Franz, AME hören, 6 CDs (ca. 471 Min.), ISBN 978-3-938046-45-6
- 2006: (8) Teuflische Versprechen von Andreas Franz, AME hören, 6 CDs (ca. 457 Min.), ISBN 978-3-938046-27-2
- 2006: (6) Kaltes Blut von Andreas Franz, AME hören, 6 CDs (ca. 458 Min.), ISBN 978-3-938046-28-9
- 2006: (4) Der Jäger von Andreas Franz, AME hören, 6 CDs, ISBN 978-3-938046-46-3

#### Agatha Raisin-Reihe
- 2023: Agatha Raisin und der tote Polizist von M.C. Beaton, Lübbe Audio, ISBN 978-3-7540-0960-4
- 2023: Agatha Raisin und der Tote im Blumenbeet von M.C. Beaton, Lübbe Audio, ISBN 978-3-7540-0731-0
- 2022: Agatha Raisin und die tote Rivalin von M.C. Beaton, Lübbe Audio, ISBN 978-3-7540-0425-8
- 2022: Agatha Raisin und das tödliche Kirchenfest von M.C. Beaton, Lübbe Audio, ISBN 978-3-7540-0207-0
- 2021: Agatha Raisin und die tote Witwe von M.C. Beaton, Lagato Verlag, 4 CDs, ISBN 978-3-95567-938-5
- 2021: Agatha Raisin und die Tote am Strand von M.C. Beaton, Lagato Verlag, 4 CDs, ISBN 978-3-95567-939-2
- 2021: Agatha Raisin und der tote Göttergatte von M.C. Beaton, Lagato Verlag, 4 CDs, ISBN 978-3-95567-950-7
- 2020: Agatha Raisin und der tote Auftragskiller von M. C. Beaton, Lagato Verlag, 4 CDs, ISBN 978-3-95567-957-6
- 2020: Agatha Raisin und das Geisterhaus von M. C. Beaton, Lagato Verlag, 4 CDs, ISBN 978-3-95567-967-5
- 2019: Agatha Raisin und der tote Kaplan von M. C. Beaton, Lagato Verlag, 4 CDs, ISBN 978-3-95567-985-9
- 2019: Agatha Raisin und die ertrunkene Braut von M. C. Beaton, Lagato Verlag, 4 CDs, ISBN 978-3-95567-994-1
- 2018: Ahatha Raisin und die tote Geliebte von M. C. Beaton, Lagato Verlag, 4 CDs, ISBN 978-3-95567-995-8
- 2018: Agatha Raisin und der tote Gutsherr von M. C. Beaton, Lagato Verlag, 4 CDs, ISBN 978-3-942748-98-8
- 2017: Agatha Raisin und die tote Hexe von M. C. Beaton, Lagato Verlag, 4 CDs, ISBN 978-3-942748-94-0
- 2017: Agatha Raisin und der tote Friseur von M. C. Beaton, Lagato Verlag, 4CDs, ISBN 978-3-942748-89-6
- 2017: Agatha Raisin und der Tote im Wasser von M. C. Beaton, Lagato Verlag, 4 CDs, ISBN 978-3-942748-81-0
- 2016: Agatha Raisin und die tote Urlauberin von M. C. Beaton, Lagato Verlag, 4 CDs, ISBN 978-3-942748-74-2
- 2016: Agatha Raisin und der tote Ehemann von M. C. Beaton, Lagato Verlag, 4 CDs, ISBN 978-3-942748-73-5
- 2015: Agatha Raisin und der tote Tierarzt von M. C. Beaton, Lagato Verlag, 4 CDs, ISBN 978-3-942748-63-6
- 2015: Agatha Raisin und die Tote im Feld von M. C. Beaton, Lagato Verlag, 4 CDs, ISBN 978-3-942748-64-3
- 2014: Agatha Raisin und die tote Gärtnerin von M. C. Beaton, Lagato Verlag, 4 CDs, ISBN 978-3-942748-61-2
- 2014: Agatha Raisin und der tote Richter von M. C. Beaton, Lagato Verlag, 4 CDs, ISBN 978-3-942748-60-5

#### Hörbücher von James Patterson
- 2010: Das 8. Geständnis von James Patterson, audio media verlag, 5 CDs (ca. 370 Min.), ISBN 978-3-86804-587-1
- 2009: Die 7 Sünden von James Patterson, audio media verlag, 5 CDs (ca. 375 Min.), ISBN 978-3-86804-532-1
- 2008: Die 6. Geisel von James Patterson, audio media verlag, 5 CDs (ca. 375 Min.), ISBN 978-3-86804-494-2
- 2008: Die 5. Plage von James Patterson, audio media verlag, 5 CDs (ca. 375 Min.), ISBN 978-3-86804-472-0

#### Hörbücher von Karen Rose
- 2012: Feuer von Karen Rose, audio media verlag, 6 CDs (ca. 428 Min.), ISBN 978-3-86804-669-4
- 2009: Todesschrei von Karen Rose, audio media verlag, 6 CDs (ca. 450 Min.), ISBN 978-3-86804-538-3
- 2008: Heiß glüht mein Hass von Karen Rose, audio media verlag, 6 CDs (ca. 450 Min.), ISBN 978-3-86804-484-3
- 2008: Der Rache süßer Klang von Karen Rose, audio media verlag, 6 CDs (ca. 450 Min.), ISBN 978-3-86804-462-1
- 2008: Das Lächeln deines Mörders von Karen Rose, Lagato Verlag, 6 CDs, ISBN 978-3-938956-45-8

### Sachhörbücher
- 2019: Geschwister als Team von Nicola Schmidt, Lagato Verlag, Audio-CD 350 Seiten, ISBN 978-3-95567-981-1
- 2019: Flow – Der Weg zum Glück von Mihály Csíkszentmihályi, cc-live, Audio-CD 12 Seiten, ISBN 978-3-95616-462-0
- 2019: Dein Wunschgewicht beginnt im Kopf von Thomas Hohensee, Nymphenburger, CD-Rom 6 Seiten, ISBN 978-3-485-02983-4
- 2013: Wie fließendes Wasser von Daehaeng Kunsunim, Steinbach sprechende Bücher, 1 CD (ca. 78 Min.), ISBN 978-3-86266-047-6
- 2013: In Freude leben von Mary Mackenzie, Steinbach sprechende Bücher, 2 CDs (ca. 156 Min.), ISBN 978-3-86974-154-3
- 2013: Die Erste von Barbara Sichtermann, Ingo Rose, cc-live, 2 CDs (ca. 150 Min.), ISBN 978-3-95616-000-4
- 2012: In Frieden leben von Mary Mackenzie, Steinbach sprechende Bücher, 2 CDs (ca. 156 Min.), ISBN 978-3-86974-134-5
- 2011: Das Wunder der Selbstliebe von Bärbel Mohr, Manfred Mohr, audio media verlag, 4 CDs (ca. 270 Min.), ISBN 978-3-86804-188-0
- 2011: Das Mittelalter von Annegret Augustin, Katharina Schubert, audio media verlag
  - Ritter, Minne, Edelfrauen, 1 CD (ca. 75 Min.), ISBN 978-3-86804-178-1
  - Mit Krone und Schwert, 1 CD (ca. 75 Min.), ISBN 978-3-86804-176-7
  - Klerus, Klöster, Kirchenbauer, 1 CD (ca. 75 Min.), ISBN 978-3-86804-179-8
  - Hexen, Ketzer, Aberglaube, 1 CD (ca. 75 Min.), ISBN 978-3-86804-180-4
  - Handwerker, Händler, Bauern, 1 CD (ca. 75 Min.), ISBN 978-3-86804-177-4
- 2011: Afterwork Meditation von Andreas Harde, Hans-Peter Lojdl, West7-Music-Publishing
  - ZEN BASIC, 2 CDs (ca. 79 Min.), ISBN 978-3-9814502-0-0
  - The Healing Touch, 2 CDs (ca. 65 Min.), ISBN 978-3-9814502-2-4
  - New Energy, 2 CDs (ca. 73 Min.), ISBN 978-3-9814502-1-7
- 2010: Yoga von Anna Elisabeth Röcker, Südwest Verlag, 1 CD (ca. 79 Min.), ISBN 978-3-517-08623-1
- 2010: Römisches Imperium von Guido Knopp, audio media verlag
  - Staat, 2 CDs (ca. 100 Min.), ISBN 978-3-86804-110-1
  - Rituale, 2 CDs (ca. 100 Min.), ISBN 978-3-86804-111-8
  - Legionen, 2 CDs (ca. 100 Min.), ISBN 978-3-86804-113-2
  - Alltag, 2 CDs (ca. 100 Min.), ISBN 978-3-86804-112-5
- 2009: Mein kleines Engelhörbuch von Christine Stecher, Steinbach sprechende Bücher, 2 CDs (ca. 109 Min.), ISBN 978-3-88698-940-9
- 2009: Fitnesstraining fürs Gesicht von Heike Höfler, Trias Verlag, 1 CD, ISBN 978-3-8304-3433-7
- 2008: Coaching Knigge von Anke Quittschau, Christina Tabernig, audio media verlag
  - Ready for Business, 4 CDs (ca. 200 Min.), ISBN 978-3-86804-017-3
  - Knigge international2 CDs (ca. 148 Min.), ISBN 978-3-939606-35-2
  - Erfolgreich durch stilsicheres Auftreten, 2 CDs (ca. 80 Min.), ISBN 978-3-937847-61-0
- 2004: Biographien des 20. Jahrhunderts
  - Nr. 5: Kaiserin Sisi, Romy Schneider: vergöttert & verkann von Burkhard Plemper, Helga Fellerer, audio media verlag, 1 CD, ISBN 978-3-937847-04-7
  - Nr. 4: Adolf Hitler und Joseph Stalin: Grössenwahn ohne Gewissen von Sven Knappe, audio media verlag, 1 CD (ca. 76 Min.), ISBN 978-3-937847-02-3

### Kinder und Jugendhörbücher
- 2019: It’s A Nerd’s World: Die Brains hinter YouTube, Smartphone, Computer und Co. von Tobias Schrödel Audio-CD, ISBN 978-3-96398-130-2
- 2017: Lara oder der Kreislauf des Lebens von Bueno, Macip, Martorell, audio media verlag, 5 CDs, ISBN 978-3-95639-213-9
- 2013: Cäsar – miese Tricks im alten Rom von Harald Parigger, Auditorium maximum, 1 CD (ca. 68 Min.), ISBN 978-3-654-60374-2
- 2011: Tatort Geschichte: Fluch über dem Dom von Fabian Lenk, audio media verlag, 2 CDs (ca. 110 Min.), ISBN 978-3-86804-173-6
- 2010–2012: KIDS Academy von Annegret Augustin, Anke S. Hoffmann, Stephanie Mende, Katharina Schubert, audio media verlag
  - Warum steht der Bäcker so früh auf?, 1 CD (ca. 50 Min.), ISBN 978-3-86804-171-2
  - Warum kann ein Flugzeug fliegen?, 1 CD (ca. 60 Min.), ISBN 978-3-86804-209-2
  - Warum gibt es Autos mit Sirenen?, 1 CD (ca. 50 Min.), ISBN 978-3-86804-170-5
  - Warum wackeln unsere Zähne?, 1 CD (ca. 50 Min.), ISBN 978-3-86804-103-3
  - Warum schmeckt die Zitrone sauer?, 1 CD (ca. 50 Min.), ISBN 978-3-86804-102-6
  - Warum haben Zebras Streifen?, 1 CD (ca. 50 Min.), ISBN 978-3-86804-101-9
  - Wie entsteht der Regenbogen?, 1 CD (ca. 50 Min.), ISBN 978-3-86804-129-3
  - Warum gibt die Kuh Milch?, 1 CD (ca. 50 Min.), ISBN 978-3-86804-128-6
- 2010: Tatort Forschung: Der Fluch von Troja von Bellinda, audio media verlag, 2 CDs (ca. 110 Min.), ISBN 978-3-86804-131-6
- 2010: Das Vermächtnis des Piraten von Hauke Kock, audio media verlag, 2 CDs (ca. 110 Min.), ISBN 978-3-86804-132-3
- 2009: WAS IST WAS junior 2: Pferde & Ponys von Charlotte Habersack, Tessloff Verlag, 1 CD (ca. 40 Min.), ISBN 978-3-7886-2801-7
- 2009: Johann Sebastian Bach: Das Weihnachts-Oratorium von Markus Vanhoefer, Igel Records, 2 CDs (ca. 120 Min.), ISBN 978-3-89353-274-2
- 2008: Dem Täter auf der Spur von Georg K. Berres, Tom Blaffert, Argon Verlag, 1 CD (ca. 60 Min.), ISBN 978-3-86610-574-4
- 2007: Geniale Querköpfe von Christoph Gießler, Hubert Warter, audio media verlag, 3 CDs (ca. 230 Min.), ISBN 978-3-939606-67-3
- 2005: Der standhafte Zinnsoldat und andere Märchen von Hans Christian Andersen, Jumbo Neue Medien, 1 CD, ISBN 978-3-8337-1219-7
- 2005: Das hässliche Entenküken von Hans Christian Andersen, Jumbo Neue Medien, 1 CD, ISBN 978-3-8337-1214-2
- 2004: Greta und Eule Hundesitter von Cornelia Funke, Jumbo Neue Medien, 1 CD (ca. 72 Min.), ISBN 978-3-8337-1007-0
- 2003: Mit dem Sandmann zu den Sternen, Folge 2 von Sabine Seyffert, Jumbo Neue Medien, 1 CD (ca. 65 Min.), ISBN 978-3-89592-822-2
- 2002: Mit dem Sandmann zu den Sternen, Folge 1 von Sabine Seyffert, Jumbo Neue Medien, 1 CD (ca. 67 Min.), ISBN 978-3-89592-737-9
- 1985: Meister Eder und sein Pumuckl, Folge 39: Alte Liebe und Alleskleber Ellis Kaut, Karussell, 1 CD, ISBN 978-3-89765-634-5